# Isabella Hammad
Isabella Hammad (Londra, ...) è una scrittrice britannica d'origine palestinese.

## Biografia
Nata a Londra da padre palestinese e madre britannico-irlandese, ha studiato lingua e letteratura inglese all'Università di Oxford e ad Harvard prima di conseguire un Master of Fine Arts in scrittura creativa all'Università di New York.
Ha esordito nella narrativa nel 2019 con il romanzo storico (ispirato alla figura del nonno paterno) Il parigino vincendo l'anno successivo del Premio Sue Kaufman per l'opera prima.
Nel 2023 ha dato alle stampe la sua seconda opera, Enter Ghost, romanzo di formazione che vede protagonista un'attrice britannico-palestinese che compie un viaggio ad Haifa e si ritrova immersa in una moderna rappresentazione dell'Amleto mentre si risveglia in lei l'impegno politico.

## Opere

### Romanzi
- Il parigino (The Parisian, 2019), Torino, Einaudi, 2021 traduzione di Giulia Boringhieri ISBN 978-88-06-24451-4.
- Enter Ghost (2023)

## Premi e riconoscimenti

### Vincitrice
Betty Trask Award
- 2020 con Il parigino[9]

Encore Award
- 2024 con Enter Ghost[10]

Aspen Words Literary Prize
- 2024 con Enter Ghost[11]